# Andrena kraussi
Andrena kraussi är en biart som beskrevs av Michener 1954. Andrena kraussi ingår i släktet sandbin, och familjen grävbin. Inga underarter finns listade i Catalogue of Life.